# Stibaera
Stibaera là một chi bướm đêm thuộc họ Noctuidae.

## Loài
- Stibaera albisparsana Hampson, 1926
- Stibaera costiplaga Walker, 1857
- Stibaera curvilineata Hampson, 1924
- Stibaera dentilineata Hampson, 1926
- Stibaera hersilia (Druce, 1889)
- Stibaera minor Draudt & Gaede, 1944
- Stibaera myrina (Möschler, 1880)
- Stibaera thyatiroides (Barnes & Benjamin, 1924)